# Rio Mosa
O Mosa (em francês:  la Meuse, em alemão:  Die Maas, em neerlandês:  Maas, valão Moûze) é um rio  de 950 km de comprimento que tem sua nascente na França, no planalto de Langres, em Bassigny. Dá o seu nome ao departamento francês de Meuse e ainda à cidade neerlandesa de Maastricht.
O Mosa banha Neufchâteau, Commercy, Verdun, Sedan, Charleville-Mézières, depois atravessa a Bélgica (Dinant, Namur, Huy, Liège) e os Países Baixos (Maastricht, Ruermonde, Venlo) em direção do mar do Norte e seus principais afluentes são o Vair, o Chiers, o Chiers, o Lesse, o Hoyoux, o Ourthe e o Roer na margem direita, o Viroin, o Sambre, o Mehaigne e o Geer na margem esquerda.
Seus diversos meandros através das Ardenas constituem importantes pontos turísticos. Nos Países Baixos, o rio se mistura ao Reno para formar um largo delta comum denominado delta do Reno–Mosa–Escalda, no Mar do Norte.
O Mosa foi a fronteira ocidental natural do Sacro Império Romano-Germânico desde a sua criação no século IX até à anexação da maior parte da Alsácia e da Lorena pela França, após o tratado da Paz de Vestefália em 1648, e da anexação do Principado de Liège em 1792, também pela França. Nostalgicamente é mencionado no hino da Alemanha.